# Équipe cycliste Red Bull-Bora-Hansgrohe Rookies
L'équipe cycliste Red Bull-Bora-Hansgrohe Rookies est une équipe cycliste allemande ayant le statut d'équipe continentale depuis sa création en 2025. 
Elle sert d'équipe de développement à la formation World Tour Red Bull-Bora-Hansgrohe.

## Histoire de l'équipe
En 2023, l'équipe World Tour Red Bull-Bora-Hansgrohe conclut une coopération pour les coureurs âgés de moins 23 ans avec les équipes continentales Lotto-Kern-Haus et Tirol KTM. L'année suivante, la direction décide de suivre la tendance générale dans le cyclisme professionnel, d'exploiter sa propre équipe de développement à partir de 2025. 
L'équipe Red Bull-Bora-Hansgrohe Rookies est donc lancée pour la saison 2025 en tant qu'équipe de développement officielle de l'UCI WorldTeam Red Bull-Bora-Hansgrohe. Elle court avec une licence d'équipe continentale. L'équipe est dirigée par les anciens coureurs cyclistes Gregor Gazvoda et Fabian Schormair.

## Classements UCI
L'équipe participe aux circuits continentaux et principalement à des épreuves de l'UCI Europe Tour. Les tableaux ci-dessous présentent les classements de l'équipe sur les différents circuits, ainsi que son meilleur coureur au classement individuel.
UCI Europe Tour
| UCI Europe Tour | UCI Europe Tour        | UCI Europe Tour                           | UCI Europe Tour |
| Année           | Classement par équipes | Meilleur coureur au classement individuel |                 |
| --------------- | ---------------------- | ----------------------------------------- | --------------- |
|                 |                        |                                           |                 |
| Source : UCI    |                        |                                           |                 |

UCI Oceania Tour
| UCI Oceania Tour | UCI Oceania Tour       | UCI Oceania Tour                          | UCI Oceania Tour |
| Année            | Classement par équipes | Meilleur coureur au classement individuel |                  |
| ---------------- | ---------------------- | ----------------------------------------- | ---------------- |
|                  |                        |                                           |                  |
| Source : UCI     |                        |                                           |                  |

L'équipe est également classée au Classement mondial UCI qui prend en compte toutes les épreuves UCI et concerne toutes les équipes UCI.
| Classement mondial | Classement mondial     | Classement mondial                        | Classement mondial |
| Année              | Classement par équipes | Meilleur coureur au classement individuel |                    |
| ------------------ | ---------------------- | ----------------------------------------- | ------------------ |
|                    |                        |                                           |                    |
| Source : UCI       |                        |                                           |                    |

## Red Bull-Bora-Hansgrohe Rookies en 2025
Effectif
| Effectif 2025            | Effectif 2025     | Effectif 2025       | Effectif 2025                   |
| Cycliste                 | Date de naissance | Pays                | Équipe précédente               |
| ------------------------ | ----------------- | ------------------- | ------------------------------- |
| Adrien Boichis           | 2 janvier 2003    | France              | Trinity Racing (2024)           |
| Theodor Clemmensen       | 24 août 2006      | Royaume du Danemark | Team Grenke-Auto Eder (2024)    |
| Davide Donati            | 8 avril 2005      | Italie              | Biesse-Carrera (2024)           |
| Paul Fietzke             | 23 janvier 2006   | Allemagne           | Team Grenke-Auto Eder (2024)    |
| Lorenzo Finn             | 19 décembre 2006  | Italie              | Team Grenke-Auto Eder (2024)    |
| Lennart Jasch            | 14 novembre 2000  | Allemagne           | MaxSolar Cycling Team (2024)    |
| Marco Martín             | 5 octobre 2006    | Espagne             | Baqué Cycling Team (2024)       |
| Romet Pajur              | 26 septembre 2004 | Estonie             | Lotto Kern-Haus PSD Bank (2024) |
| Sebastian Putz           | 26 août 2003      | Autriche            | Tirol KTM Cycling Team (2024)   |
| Callum Thornley          | 5 août 2003       | Royaume-Uni         | Trinity Racing (2024)           |
| Luke Tuckwell            | 21 juin 2004      | Australie           | Trinity Racing (2024)           |
|                          |                   |                     |                                 |
| Source : ProCyclingStats |                   |                     |                                 |

Victoires
| Victoires | Victoires | Victoires | Victoires | Victoires | Victoires |
| Date      | Course    | Pays      | Classe    | Vainqueur |           |
| --------- | --------- | --------- | --------- | --------- | --------- |